# Нижний Суэтук
Нижний Суэтук— село в Ермаковском районе Красноярского края , административный центр и единственный населенный пункт  Нижнесуэтукского сельсовета.

## География
Село находится примерно в  6 километрах по прямой на северо-восток от районного центра села Ермаковское.

## Климат
Климат резко континентальный с холодной продолжительной зимой и коротким жарким летом. Средняя многолетняя годовая температура воздуха составляет – 2 градуса, наиболее теплым является июль, наиболее холодным - январь. Наблюдаются значительные температурные абсолютные минимумы и максимумы: температура воздуха в декабре может опуститься до –50,4 °С, а в мае подняться до +30 °С.

## История
Село возникло в 1740 году как казачья станица. В XIX веке здесь также оседали переселенцы из европейской части России. В 30-годы казачьи семьи были выселены во внесудебном порядке.  В советское время работал колхоз имени Сталина (позже «Маяк»). Село особенно поднялось в материальном плане в начале 1980-х годов.

## Население
| 1989 | 2002  | 2010 | 2012 | 2013 | 2014 | 2015 |
| ---- | ----- | ---- | ---- | ---- | ---- | ---- |
| 850  | ↗1032 | ↘871 | ↘851 | ↗853 | ↗856 | ↘826 |
| 2016 | 2017  |      |      |      |      |      |
| ↗830 | ↘826  |      |      |      |      |      |

Постоянное население составляло 1032 человек в 2002 году (95% русские),  871 в 2010.

## Инфраструктура
Градообразующее предприятие села ООО «Ергаки» . Также действуют СПК «колхоз Маяк», ООО «Белецкое», ООО «Багульник», цех по производству кирпича.В селе есть средняя школа, фельдшерско-акушерский пункт, детский сад, библиотека, дом культуры.